# トリーア選帝侯

トリーア選帝侯旗

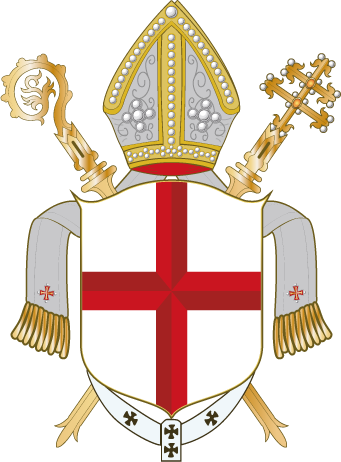
トリーア選帝侯の紋章

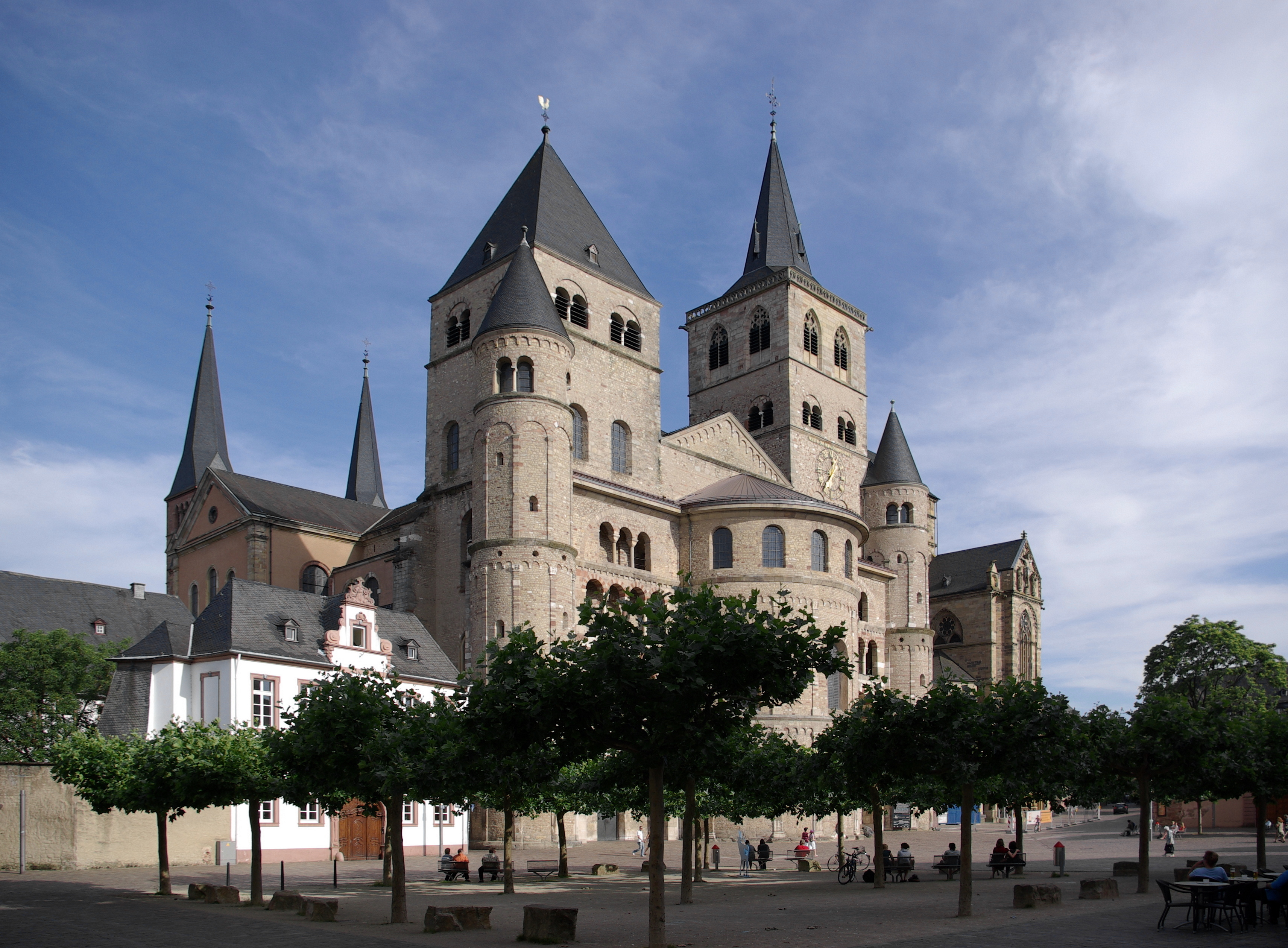
トリーアの大聖堂

トリーア選帝侯（トリーアせんていこう、ドイツ語: Kurtrierまたはドイツ語: Kurfürstentum Trier、フランス語: Électorat de Trèves）は、神聖ローマ帝国の選帝侯の一人である。

## 選帝侯
神聖ローマ帝国では、1198年から皇帝を選挙で決めるようになった。その投票権を持つ者を選帝侯（ドイツ語: Kurfürst）という。選帝侯は、初めは帝国大宰相であるマインツ大司教（マインツ選帝侯）、イタリア王国大宰相であるケルン大司教（ケルン選帝侯）、ブルゴーニュ王国大宰相であるトリーア大司教（トリーア選帝侯）、大膳頭であるライン宮中伯（プファルツ選帝侯）の4者だった。この4名はライン川流域の有力者である。
13世紀になって、これに式部長であるザクセン公（ザクセン選帝侯）と侍従長であるブランデンブルク辺境伯（ブランデンブルク選帝侯）、献酌侍従長であるボヘミア王（ベーメン王）が加わり選帝侯は7名となった。これらの資格や選挙手続きは金印勅書で定められている。
17世紀にはプファルツ選帝侯に替わってバイエルン公（バイエルン選帝侯）が加わった。「プファルツ選帝侯」位はまもなく復活したが、形式としては「新設」の形をとっており、8選帝侯の中で最下位に位置づけられた。さらにブラウンシュヴァイク＝リューネブルク公（ハノーファー選帝侯）も加わった。
聖職者であるマインツ大司教、ケルン大司教、トリーア大司教を三聖界選帝侯（聖界諸侯）、世俗の領邦君主である選帝侯を世俗選帝侯（世俗諸侯）などとも言う。聖界諸侯と世俗諸侯の最大の違いは、聖界諸侯位は世襲が行われない点にある。そのため相続による騒動や領土の分割は発生せず、長い神聖ローマ帝国の歴史のなかでも、世俗諸侯領に比べて安定していた。大司教が死ぬなどして退くと、聖堂参事会による選挙が行われ、ローマ教皇の承認を経て新しい大司教が叙任される。さらに神聖ローマ皇帝の承認によって選帝侯位が授けられる。
実際の選挙が行われる際には、トリーア大司教は7名のうち最初に投票を行うことになっている。
18世紀にはプファルツ選帝侯位が廃止され、19世紀にはトリーア選帝侯位が消滅し、ザルツブルク選帝侯、バーデン選帝侯、ヴュルテンベルク選帝侯、ヘッセン＝カッセル選帝侯位が新設された。

## トリーア大司教位
- 詳細はトリーア大司教およびde:Bistum Trier（トリーア司教区）を参照。

## 歴代トリーア選帝侯
| 就位年 | 退位年 | 名前                        | 出自                     | ドイツ名                             |
| 1189   | 1212   | ヨハン1世                   |                          | Johann I.                            |
| 1212   | 1242   | テオドリッヒ2世             | ヴィート家               | Theoderich II.                       |
| 1242   | 1259   | アルノルト2世               | イーゼンブルク家         | Arnold II. (von Isenburg)            |
| 1260   | 1286   | ハインリヒ2世               |                          | Heinrich II. (von Finstingen)        |
| 1286   | 1299   | ボエムント1世               |                          | Boemund I. (von Warsberg)            |
| 1300   | 1307   | ディーター                  | ナッサウ家               | Diether (von Nassau)                 |
| 1300   | 1306   | ハインリヒ2世 （※対立司教） |                          | Heinrich II. (von Virneburg)         |
| 1307   | 1354   | バルドゥイン                | ルクセンブルク家         | Balduin                              |
| 1354   | 1361   | ボエムント2世               |                          | Boemund II. (von Saarbrücken)        |
| 1362   | 1388   | クーノ2世                   |                          | Kuno II. (von Falkenstein)           |
| 1388   | 1418   | ヴェルナー                  |                          | Werner (von Falkenstein)             |
| 1418   | 1430   | オットー                    |                          | Otto (von Ziegenhain)                |
| 1430   | 1438   | ラバン                      |                          | Raban (von Helmstatt)                |
| 1439   | 1456   | ヤーコプ1世                 |                          | Jakob I. (von Sierck)                |
| 1456   | 1503   | ヨハン2世                   | バーデン家               | Johann II. (von Baden)               |
| 1503   | 1511   | ヤーコプ2世                 | バーデン家               | Jakob II. (von Baden)                |
| 1512   | 1531   | リヒャルト                  | グライフェンクラウ家     | Richard                              |
| 1531   | 1540   | ヨハン3世                   |                          | Johann III. (von Metzenhausen)       |
| 1540   | 1547   | ヨハン4世                   |                          | Johann IV. (von Hagen)               |
| 1547   | 1556   | ヨハン5世                   | イーゼンブルク家         | Johann V. (von Isenburg)             |
| 1556   | 1567   | ヨハン6世                   |                          | Johann VI. (von der Leyen)           |
| 1567   | 1581   | ヤーコプ3世                 |                          | Jakob III. (von Eltz)                |
| 1581   | 1599   | ヨハン7世                   |                          | Johann VII. (von Schönenberg)        |
| 1599   | 1623   | ロタール                    |                          | Lothar (von Metternich)              |
| 1623   | 1652   | フィリップ・クリストフ      |                          | Philipp Christoph (von Sötern)       |
| 1652   | 1676   | カール・カスパール          |                          | Karl Kaspar (von der Leyen)          |
| 1676   | 1711   | ヨハン8世                   |                          | Johann VIII. (von Orsbeck)           |
| 1711   | 1715   | カール・ヨーゼフ            | ロートリンゲン家         | Karl III. Joseph (von Lothringen)    |
| 1716   | 1729   | フランツ・ルートヴィヒ      | プファルツ＝ノイブルク家 | Franz Ludwig (von Pfalz-Neuburg)     |
| 1729   | 1756   | フランツ・ゲオルク          |                          | Franz Georg (von Schönborn)          |
| 1756   | 1768   | ヨハン9世フィリップ         |                          | Johann IX. Philipp (von Walderdorff) |
| 1768   | 1801   | クレメンス・ヴェンツェル    | ザクセン家               | Clemens Wenzeslaus (von Sachsen)     |

トリーア大司教も参照。
- 2世紀から21世紀までのトリーア司教のリストは下記参照。
  - en:Roman Catholic Diocese of Trier#Ordinaries
  - de:Liste der Bischöfe von Trier